# Heaven & Earth (álbum)
Heaven & Earth es el vigésimo primer disco de estudio de la banda británica de rock progresivo Yes. Fue lanzado el 16 de julio de 2014 por el sello Frontiers Records. 
El productor del disco es Roy Thomas Baker, que ya trabajó con la banda en 1979. Se trata del primer disco de la banda con el cantante Jon Davison.

## Antecedentes y composición
En febrero de 2012, la formación de Yes con bajista Chris Squire, el guitarrista Steve Howe, el baterista Alan White, el tecladista Geoff Downes y el vocalista principal Benoît David sufrieron un contratiempo cuando David dejó el grupo después de contraer una enfermedad respiratoria, lo que hizo que cancelaran los últimos espectáculos de su gira mundial 2011-2012. David fue reemplazado por el cantante estadounidense Jon Davison, quien fue recomendado a Squire por su amigo común, el baterista de Foo Fighters Taylor Hawkins. Con Davison a bordo, Yes reanudó las giras en abril de 2012. Mientras estaban de gira en 2013, la banda comenzó a reunir material para su primer álbum de estudio desde Fly from Here (2011). 
El grupo se encontró con cierta resistencia por parte de Howe, quien impidió grabaran varias veces ya que el grupo tenía pocas ideas musicales que desarrollar; hacer un álbum demasiado pronto hubiera resultado en "un trabajo chapucero".
En noviembre de 2013, el grupo había comenzado a reunir ideas para canciones; Howe notó que Davison y él mismo habían acumulado una cantidad considerable de música que fue desarrollada por el grupo. Davison era consciente de que Yes estaba planeando hacer un álbum en algún momento, lo que lo llevó a empezar a dejar ideas. Hizo el esfuerzo de viajar a las casas de cada uno de los miembros de su banda para trabajar en la música con ellos. Como resultado, se le acredita en la autoría de siete de las ocho pistas de Heaven & Earth. 
Todo comenzó con Squire en su casa de Phoenix, Arizona, instalando un equipo de grabación portátil con Pro Tools con quien solían escribir. Luego viajó a Seattle, Washington para trabajar con Alan White. En diciembre de 2013, Davison fue a Inglaterra para escribir con Howe en su granja de Devon, luego a Gales para ver a Downes. Squire elogió el enfoque de Davison y pensó que aportó una "calidad interesante" a las canciones.  
Howe mantuvo este punto de vista, describiendo la calidad de compositor de Davison como "excelente", considerando que no era una fuerte de Benoit David. 
Davison pensó que escribir para el grupo supondría mucha presión, pero descubrió que no era así. De hecho, dedicó tiempo a cada miembro por mejorar su relación con ellos y aprender a trabajar con sus diferentes métodos de composición y ritmo de trabajo. Aunque el álbum no tenía ningún concepto, Davison señaló que hay algunos hilos en común en sus letras. Como colectivo, dijo que fomentan "trascender la complacencia en la que tendemos a caer en nuestras vidas [...] para perfeccionar nuestras relaciones, y buscar el significado real de lo que es la vida".
Antes de grabar, Yes tuvo un breve período de ensayo en Los Ángeles en enero de 2014, un momento que Davison dijo que fue cuando la música "realmente cobró vida". 
Howe lo consideró innecesario al ensayo, y enfatizó que se necesitaba tiempo en estudio para revisar cada canción. Howe comentó sobre el material de Heaven & Earth, afirmando que tiene "una frescura y una postura diferente" de los álbumes anteriores de Yes. Señaló la ausencia de una pista "épica" o conceptual y explicó que el grupo no quería que esa pista dominara el álbum como en Fly from Here. Añadió: "Se trata más de tener diferentes sabores y especias en nuestra música". Más tarde dijo que parte del material sonaba "peligrosamente cerca de ser accesible", pero dijo "Subway Walls". tiene un "arreglo profundamente bueno". Squire describió Heaven & Earth como "un álbum accesible pero aún aventurero" que tiene "el sello de arreglo Yes".
La obra de arte fue completada por el artista Roger Dean. Con respecto al título del álbum, Howe dijo que Dean y él mismo compartían un interés en los extremos y los opuestos y usaron el título de Heaven & Earth para mostrar que "la Tierra es un lugar físico donde se pueden medir cosas [...] Pero el cielo es un desconocido un lugar sin destino en particular hasta donde todos saben. Y sin embargo, no importa si estás totalmente atado a una creencia religiosa o si eres espiritual de alguna manera. Eso no requiere un compromiso religioso, solo requiere conciencia del hecho de que obviamente hay algo por ahí que no sabemos ". Dean ha contado cómo accidentalmente se le ocurrió el título, pensando que venía de la banda, pero cometiendo un error. La banda, sin embargo, decidió seguir adelante.

## Grabación
La grabación tuvo lugar del 6 de enero al 14 de marzo de 2014 en Neptune Studios en Los Ángeles. Para producir el álbum, Yes discutió la posibilidad de contratar al ex vocalista principal y productor de Yes, Trevor Horn, pero la idea fue descartada a medida que avanzaban las discusiones. En su lugar, contrataron a Roy Thomas Baker, quien había trabajado previamente con la banda en sesiones de grabación en París a finales de 1979. Howe dijo que eligieron a Baker principalmente por razones "prácticas y de sensibilidad" y por su entusiasmo al trabajar con Yes. Squire describió su tiempo con Baker como una "experiencia muy agradable" y Baker, alguien "realmente bueno para trabajar".
Davison elogió la tendencia de Baker a animarlo a cantar una parte con más entusiasmo o agresividad para ayudar a llevar una sección de una canción. Downes quedó impresionado con el "viejo estilo británico" de producción de Baker, con su preferencia por los equipos antiguos.
El 5 de marzo de 2014, el exmiembro de Yes, Billy Sherwood, anunció que diseñaría las sesiones de coros, que comenzaron al día siguiente. También confirmó que Squire y Howe cantarían coros en el álbum. El 7 de marzo, Downes tuiteó que había terminado de grabar sus partes de teclado. Durante la etapa de grabación y producción, Howe trató de reducir el ritmo con la esperanza de dedicar más tiempo a perfeccionar los arreglos de las canciones. Señaló que los álbumes de Yes más exitosos se debieron en parte al grupo que colaboraba entre sí en ese momento.
El álbum entró en la etapa de mezcla en marzo de 2014, a la que siguió una sesión de mezcla adicional en mayo. Davison dijo que la grabación tenía que terminar antes del inicio de su gira norteamericana de 2014, que comenzó el 19 de marzo. "Simplemente estábamos lanzando todo en el último minuto [...] Simplemente se nos acabó el tiempo". Mientras el grupo estaba de gira, Baker envió copias de las mezclas que se habían producido a la banda. para recibir comentarios y aprobación final. El grupo no pudo terminar canciones adicionales que habían grabado y que no llegaron al álbum. Una pista fue descrita por Davison como "una gran pieza progresiva" por Downes y él mismo. Davison dijo que su exclusión del disco no se debió a una falta de calidad, sino simplemente a la falta de tiempo para terminarla.

## Lanzamiento
Heaven & Earth se lanzó en varios territorios entre el 16 y el 22 de julio de 2014. Alcanzó el puesto 20 en la lista de álbumes del Reino Unido, la posición más alta de la banda desde Talk (1994), que alcanzó su punto máximo en el mismo lugar. Entró en la lista estadounidense Billboard 200 en el número 26, cayendo al 108 en su segunda semana. 
El disco fue y es masivamente pirateado en internet desde su edición a través de múltiples descargas gratuitas.
Howe dijo que la infracción de derechos de autor lo lastimó personalmente, lo que afectó su deseo de hacer otro álbum con Yes. 

## Actuación en vivo
Durante la gira Yes interpretó canciones de Heaven & Earth (principalmente "Believe Again" y "The Game", a veces "To Ascend") mechadas con Fragile y Close to the Edge en su totalidad, seguidas de un bis de sus mejores hits.

## Recepción
El álbum recibió una reacción mixta de los críticos. En una crítica mixta, The Quietus elogió mucho a Davison, describiéndolo como "absolutamente la elección correcta para la banda [...] Davison canta sus partes, a menudo con Squire como respaldo, y esas son a menudo las mejores (o más bonitas) partes del álbum - Davison parece que está a punto de romper a llorar con la mitad de estas canciones", pero criticó la falta de energía, especialmente de White y Squire, y el tempo de las canciones considerado demasiado lento. 
Entre tanto el Financial Times resumió: "aquí vienen las reliquias del rock progresivo, Yes, para mostrarle a los jóvenes lo que es el aburrimiento adecuado, el tipo de aburrimiento que viene con solos de guitarra suaves, tambores ruidosos, cambios de tiempo pesados y letras ociosas sobre "conocer el espacio vacío / Debajo de la superficie de los días comunes".
The Guardian declaró que "el álbum [tiene] un rico sonido de los 70s, y el material es lo suficientemente sólido, con el sabor de la guitarra distintiva y vibrante de Steve Howe y el teclado retro de Geoff Downes. Lo que falta es el ambicioso alcance de su apogeo y la vitalidad de la generación más joven de bandas de rock progresivo".
Howe habló retrospectivamente de Heaven & Earth en 2016 y dijo que fue un "álbum tremendamente complicado de hacer".

## Lista de canciones
| Nº | Canción                        | Autor/es                              | Duración |
| -- | ------------------------------ | ------------------------------------- | -------- |
| 1. | "Believe Again"                | Jon Davison, Steve Howe               | 8:02     |
| 2. | "The Game"                     | Chris Squire, Davison, Gerard Johnson | 6:51     |
| 3. | "Step Beyond"                  | Howe, Davison                         | 5:34     |
| 4. | "To Ascend"                    | Davison, Alan White                   | 4:43     |
| 5. | "In a World of Our Own"        | Davison, Squire                       | 5:20     |
| 6. | "Light of the Ages" (Reprise)" | Davison                               | 7:41     |
| 7. | "It Was All We Knew"           | Howe                                  | 4:13     |
| 8. | "Subway Walls"                 | Davison, Geoff Downes                 | 9:03     |

## Integrantes de la banda
- Steve Howe: guitarras eléctricas, acústicas y pedal steel, coros, guitarra portuguesa en "To Ascend"
- Chris Squire - bajo, coros
- Alan White - batería, percusión
- Geoff Downes - teclados, programación de computadoras
- Jon Davison: voz principal y de acompañamiento, guitarra acústica en "Believe Again" y "Light of the Ages"

- Músico adicional Gerard Johnson - teclados adicionales en "The Game"

### Producción
- Roy Thomas Baker - producción
- Dave Dysart - ingeniero
- Eric Corson - ingeniero
- Daniel Meron - ingeniero asistente
- Billy Sherwood - mezcla, ingeniero de coros
- Maor Appelbaum - masterización
- Kate Haynes - diseño de tapa
- Roger Dean - arte de la portada, logotipo de Yes